# Onthophagus quadrispinosus
Onthophagus quadrispinosus là một loài bọ cánh cứng trong họ Bọ hung (Scarabaeidae).